# 立方千米
立方千米（㎦，U+33A6 (13222)）是一個非常巨大的容積單位，相等於一個每邊邊長一公里的正方體所能容納的體積。若把一個一立方千米的箱注滿了水，其重量可高達1拍克重。
1 立方千米 = 1 000 000 000 立方米
例如：青海湖的总水量有1050亿个「立方米」，但只有105个「立方千米」。